# José Misieri
José Misieri (Italia, 20 de abril de 1866 - Granada, Nicaragua, 27 de julio de 1945)  fue un sacerdote salesiano que por petición de Elena Arellano Chamorro se encargó del funcionamiento del Colegio San Juan Bosco en la ciudad de Granada en Nicaragua, pedagogo, arquitecto y constructor autodidacta. Fue el primer provincial de la congregación en Centroamérica.

## Biografía
José Misieri nació en Italia el 20 de abril de 1866. A los dos años de estudiar la secundaria ingresó en la comunidad salesiana (1880), fue instruido en las ciencias humanas por el santo fundador de los salesianos, posteriormente enviado a América (Uruguay, Centroamérica y Cuba). Partió de Italia en misión el 3 de diciembre de 1886. En Uruguay dictó cátedra de Retórica, latín y Filosofía en el Colegio San Isidro cerca de Montevideo. Fue ordenado sacerdote en la capital uruguaya el 29 de octubre de 1889, por el primer Obispo y Cardenal Salesiano Monseñor Juan Cagliero. 
Fue especialmente dado a impartir las clases de matemáticas, dibujo, filosofía, artes y oficios, maestro de coros, espiritualidad. Fue el primer provincial de la congregación en Centroamérica.

### Sus obras arquitectónicas y fundaciones
Tenía gran facilidad para el diseño de colegios, capillas, dirigía las construcciones y trabajaba en sus construcción. Durante su estadía en El Salvador diseño la Iglesia Santa Cecilia y el Colegio Santa Cecilia (Santa Tecla), Capilla del Colegio San José (Santa Ana). En Costa Rica, gran parte del Hospicio de Huérfanos y la Iglesia María Auxiliadora (Cartago). 
Su mayor trabajo de diseño y construcción fue en Nicaragua que construyó el antiguo Colegio San Juan Bosco o más conocido como Colegio Salesiano, Iglesia María Auxiliadora, Colegio “La Profesional” de las Hijas de María Auxiliadora, Capilla de San Juan Bosco, y la escuela que tras su muerte llevó el nombre de “Padre Misieri”. En 1933 inició la construcción del antiguo Colegio San Miguel en Comayagüela, el 21 de agosto de 1942 regresó a Nicaragua. 
Los diseños del padre Misieri son característicos por sus rosetones, altura de la nave central, columnas adosadas en pilastras de crucería, vitrales, ventanales en ojivas, capiteles y pináculos, prefería el estilo gótico a excepción de la capilla de san Juan Bosco.

## Muerte
El Padre Misieri murió el 27 de julio de 1945, al momento de su muerte fue asistido por el padre Juan Manenti (Fundador del Centro Juvenil Don Bosco). Para el pueblo granadino ha sido considerado como un santo, el padre Manenti decía que después de su muerte destruyeron varias sotanas del padre para tener reliquias de él.